# PT-тренд метаморфизма
PT-тренд метаморфизма (англ. P-T-t path) — запись сопряжённого изменения давления (P) и температуры (T) в ходе геологической истории метаморфических пород.
Температуру пород осадочного комплекса до метаморфизма можно принять за ноль, а давление — за одну атмосферу. По мере перекрытия рассматриваемого комплекса другими отложениями и погружения его в более глубокие горизонты температура и давление растут. После достижения ими некоторых критических величин в породе могут произойти минеральные и структурные преобразования. После достижения максимальных значений Р и Т, соответствующих кульминации метаморфизма, начинается обратный процесс выведения пород к поверхности, сопровождающийся снижением температуры и давления. Поскольку породы, которые мы изучаем, теперь находятся на поверхности, то условия финальной стадии процесса будут идентичны первоначальным. Кривая, описывающая изменение РТ-условий от начальной до финальной стадии метаморфических преобразований, является трендом метаморфизма рассматриваемого комплекса. Для первично осадочных пород эта кривая всегда будет замкнутой, коль скоро все начинается и заканчивается на поверхности Земли, в случае же метаморфизованных интрузивных пород начальные, предметаморфические условия могут существенно отличаться в сторону повышения температур и давлений.
Тренды в реальных метаморфических комплексах могут иметь сложный вид, обусловленный неоднократными проявлениями импульсов метаморфизма. Нередко выделяются тренды метаморфизма по часовой стрелке или против часовой стрелки. В первом случае вначале проявляется максимум по давлению, а затем — максимум по температуре, во втором случае ситуация обратная. Тренд по часовой стрелке характерен для коллизионного типа метаморфизма и может объясняться увеличением мощности коры в процессе надвигания тектонических пластин. Тренды, направленные против часовой стрелки, часто связывают со стадией зарождения субдукции. Эволюция РТ-параметров процесса по пути компрессионного охлаждения и последующей декомпрессии также может быть характерна, например, для океанических пород, удерживаемых некоторое время без движения в нижней части субдукционного канала.
Корректное построение трендов метаморфизма — очень сложная и не всегда решаемая задача. Оно требует количественного определения температур и давлений для разных стадий метаморфизма, для чего обычно используется парагенетический анализ и минеральные геотермобарометры.